# Rafael, derniers jours
 (juillet 2024).
Si vous disposez d'ouvrages ou d'articles de référence ou si vous connaissez des sites web de qualité traitant du thème abordé ici, merci de compléter l'article en donnant les références utiles à sa vérifiabilité et en les liant à la section « Notes et références ».
Rafael, derniers jours (titre original : The Brave) est un roman de Gregory Mcdonald, publié en 1991 aux États-Unis, et traduit en français en 1996. Gregory Mcdonald a obtenu le prix Trophées 813 en 1997 pour Rafael, derniers jours.

## Résumé
Rafael ne sait pas écrire son nom. Il a une vingtaine d'années, se noie dans l'alcool, n'a pas de travail, pas d'avenir. Il survit à Morgantown, un bidonville situé quelque part dans le sud-ouest des États-Unis, avec sa femme Rita et ses trois enfants. G. Mcdonald va nous raconter les trois derniers jours de Rafael. Tout commence par un entretien d'embauche d'un genre particulier : Rafael est engagé par un producteur de Snuff Movies, qui lui offre 25 000 dollars en échange de sa vie. Pour s'assurer que Rafael a bien compris de quoi  il s'agit, il va lui décrire la manière dont il sera méthodiquement torturé et mis à mort devant la caméra. Rafael a bien compris, il accepte le marché. Il se montre dur en affaires, fait monter les enchères à 30 000 dollars et fait signer au producteur ce qu'il croit être un contrat en bonne et due forme.
Avec la maigre avance concédée par le producteur, Rafael se fait couper les cheveux, va s'acheter de nouveaux vêtements dans un supermarché, et des cadeaux pour sa famille (deux robes pour sa femme, un synthétiseur, un gant de baseball et la boîte du Petit Docteur pour ses enfants, ainsi qu'une dinde pour régaler toute la famille). Un "ami" barman (celui qui l'a mis en contact avec le producteur de Snuff Movies) lui offre une bouteille de Vodka.
Une fois descendu du bus qui le ramène à Morgantown, Rafael distribue ses présents. Les habitants n'en croient pas leurs yeux et le soupçonnent d'être mêlé au braquage d'un magasin d'alcool qui a mal tourné. Suivent plusieurs chapitres qui évoquent le quotidien crasseux de Morgantown. Les habitants en sont réduits à survivre en fouillant dans les ordures d'une décharge toute proche. Mais ce mode d'existence va devoir prendre fin : le propriétaire de la décharge vient d'engager un gardien qui tire sur un gamin. La vodka de Rafael servira à nettoyer sa blessure. La misère morale se joint à la misère physique : le propre frère de Rafael le dénonce auprès de la police pour sa participation supposée au braquage. Après une nuit au poste, Rafael sera disculpé par un prêtre auquel il s'est confessé (mais sans lui révéler la véritable nature du pacte par lequel il est lié), et par le chauffeur du bus qui l'a reconduit. Cependant, tout n'est pas complètement noir à Morgantown. La relation qu'entretient Rafael avec sa famille échappe à la laideur oppressante de leur cadre de vie. Il rit avec ses enfants, fait l'amour avec sa femme. Il tente de la convaincre de quitter le bidonville, de se donner un avenir à elle et à leurs enfants.
Finalement, Rafael a épuisé ses trois jours. Il prend le bus pour la ville en laissant à sa femme un carnet de chèque et le contrat signé par le producteur. Avec les 30 000 dollars, sa famille pourra fuir Morgantown et reprendre pied. Son sacrifice aura eu un sens. À la dernière page du roman, nous pouvons lire une copie du fameux contrat : une feuille de papier où sont gribouillés quelques chiffres et que Rafael a signé de sa main RAEL.

## Adaptation
- 1997 : The Brave, film américain réalisé par Johnny Depp, adapté du roman éponyme de Gregory Mcdonald, traduit en français sous le titre Rafael, derniers jours, avec Johnny Depp et Marlon Brando